# Kader der deutschen Fußball-Bundesliga 1963/64
Dieser Artikel ist eine Übersicht der Kader der Bundesliga-Saison 1963/64.

## Kader

### 1. FC Köln
| Kader des 1. FC Köln | Kader des 1. FC Köln       | Kader des 1. FC Köln | Kader des 1. FC Köln | Kader des 1. FC Köln | Kader des 1. FC Köln |
| Name                 | Nationalität               | Geboren              | Spiele               | Tore                 | Platzverweise        |
| Tor                  | Tor                        | Tor                  | Tor                  | Tor                  | Tor                  |
| -------------------- | -------------------------- | -------------------- | -------------------- | -------------------- | -------------------- |
| Fritz Ewert          | Deutschland Bundesrepublik | 09.02.1937           | 26                   | 0                    | 0                    |
| Toni Schumacher      | Deutschland Bundesrepublik | 01.12.1938           | 4                    | 0                    | 0                    |
| Verteidigung         |                            |                      |                      |                      |                      |
| Fritz Breuer         | Deutschland Bundesrepublik | 23.08.1929           | 0                    | 0                    | 0                    |
| Matthias Hemmersbach | Deutschland Bundesrepublik | 26.07.1941           | 17                   | 0                    | 0                    |
| Fritz Pott           | Deutschland Bundesrepublik | 23.04.1939           | 27                   | 1                    | 0                    |
| Anton Regh           | Deutschland Bundesrepublik | 12.09.1940           | 29                   | 0                    | 0                    |
| Jürgen Rumor         | Deutschland Bundesrepublik | 19.02.1945           | 0                    | 0                    | 0                    |
| Georg Stollenwerk    | Deutschland Bundesrepublik | 19.12.1930           | 0                    | 0                    | 0                    |
| Leo Wilden           | Deutschland Bundesrepublik | 03.07.1936           | 29                   | 1                    | 0                    |
| Mittelfeld           |                            |                      |                      |                      |                      |
| Helmut Benthaus      | Deutschland Bundesrepublik | 05.06.1935           | 27                   | 1                    | 0                    |
| Wolfgang Overath     | Deutschland Bundesrepublik | 29.09.1943           | 30                   | 9                    | 0                    |
| Hans Schäfer         | Deutschland Bundesrepublik | 19.10.1927           | 22                   | 12                   | 0                    |
| Hans Sturm           | Deutschland Bundesrepublik | 03.09.1935           | 30                   | 13                   | 0                    |
| Wolfgang Weber       | Deutschland Bundesrepublik | 26.06.1944           | 17                   | 3                    | 0                    |
| Sturm                |                            |                      |                      |                      |                      |
| Heinz Hornig         | Deutschland Bundesrepublik | 28.09.1937           | 24                   | 7                    | 0                    |
| Christian Müller     | Deutschland Bundesrepublik | 29.08.1938           | 22                   | 15                   | 1                    |
| Karl-Heinz Ripkens   | Deutschland Bundesrepublik | 09.12.1937           | 1                    | 0                    | 0                    |
| Karl-Heinz Thielen   | Deutschland Bundesrepublik | 02.04.1940           | 25                   | 16                   | 0                    |

### Meidericher SV
| Kader des Meidericher SV | Kader des Meidericher SV   | Kader des Meidericher SV | Kader des Meidericher SV | Kader des Meidericher SV | Kader des Meidericher SV |
| Name                     | Nationalität               | Geboren                  | Spiele                   | Tore                     | Platzverweise            |
| Tor                      | Tor                        | Tor                      | Tor                      | Tor                      | Tor                      |
| ------------------------ | -------------------------- | ------------------------ | ------------------------ | ------------------------ | ------------------------ |
| Friedhelm Jesse          | Deutschland Bundesrepublik | 11.05.1936               | 0                        | 0                        | 0                        |
| Manfred Manglitz         | Deutschland Bundesrepublik | 08.03.1940               | 30                       | 0                        | 0                        |
| Erich Staude             | Deutschland Bundesrepublik | 11.02.1938               | 0                        | 0                        | 0                        |
| Verteidigung             |                            |                          |                          |                          |                          |
| Dieter Danzberg          | Deutschland Bundesrepublik | 12.11.1940               | 7                        | 0                        | 0                        |
| Kurt Gorgs               | Deutschland Bundesrepublik | 19.02.1939               | 1                        | 0                        | 0                        |
| Hartmut Heidemann        | Deutschland Bundesrepublik | 05.06.1941               | 29                       | 1                        | 0                        |
| Manfred Müller           | Deutschland Bundesrepublik | 07.08.1941               | 18                       | 0                        | 0                        |
| Günter Preuß             | Deutschland Bundesrepublik | 10.11.1936               | 26                       | 0                        | 0                        |
| Johann Sabath            | Deutschland Bundesrepublik | 04.06.1939               | 28                       | 2                        | 0                        |
| Mittelfeld               |                            |                          |                          |                          |                          |
| Johann Cichy             | Deutschland Bundesrepublik | 02.06.1932               | 19                       | 1                        | 0                        |
| Heinz Höher              | Deutschland Bundesrepublik | 11.08.1938               | 10                       | 0                        | 0                        |
| Werner Krämer            | Deutschland Bundesrepublik | 23.01.1940               | 22                       | 11                       | 0                        |
| Werner Lotz              | Deutschland Bundesrepublik | 04.09.1938               | 29                       | 8                        | 0                        |
| Ludwig Nolden            | Deutschland Bundesrepublik | 05.10.1935               | 29                       | 6                        | 0                        |
| Sturm                    |                            |                          |                          |                          |                          |
| Uwe Erich                | Deutschland Bundesrepublik | 24.12.1937               | 2                        | 0                        | 0                        |
| Horst Gecks              | Deutschland Bundesrepublik | 18.09.1942               | 12                       | 5                        | 0                        |
| Werner Kubek             | Deutschland Bundesrepublik | 29.06.1938               | 8                        | 2                        | 0                        |
| Helmut Rahn              | Deutschland Bundesrepublik | 16.08.1929               | 18                       | 7                        | 1                        |
| Heinz Versteeg           | Niederlande                | 24.03.1939               | 30                       | 10                       | 0                        |
| Gustav Walenciak         | Deutschland Bundesrepublik | 23.08.1939               | 12                       | 6                        | 0                        |

### Eintracht Frankfurt
| Kader von Eintracht Frankfurt | Kader von Eintracht Frankfurt | Kader von Eintracht Frankfurt | Kader von Eintracht Frankfurt | Kader von Eintracht Frankfurt | Kader von Eintracht Frankfurt |
| Name                          | Nationalität                  | Geboren                       | Spiele                        | Tore                          | Platzverweise                 |
| Tor                           | Tor                           | Tor                           | Tor                           | Tor                           | Tor                           |
| ----------------------------- | ----------------------------- | ----------------------------- | ----------------------------- | ----------------------------- | ----------------------------- |
| Karl Eisenhofer               | Deutschland Bundesrepublik    | 04.09.1934                    | 2                             | 0                             | 0                             |
| Egon Loy                      | Deutschland Bundesrepublik    | 14.05.1931                    | 28                            | 0                             | 0                             |
| Verteidigung                  |                               |                               |                               |                               |                               |
| Hans-Walter Eigenbrodt        | Deutschland Bundesrepublik    | 04.08.1935                    | 15                            | 0                             | 0                             |
| Willi Herbert                 | Deutschland Bundesrepublik    | 10.06.1938                    | 6                             | 0                             | 0                             |
| Hermann Höfer                 | Deutschland Bundesrepublik    | 19.07.1934                    | 29                            | 0                             | 0                             |
| Fritz Kübert                  | Deutschland Bundesrepublik    | 08.12.1939                    | 0                             | 0                             | 0                             |
| Ludwig Landerer               | Deutschland Bundesrepublik    | 31.05.1937                    | 13                            | 0                             | 0                             |
| Friedel Lutz                  | Deutschland Bundesrepublik    | 21.01.1939                    | 21                            | 0                             | 0                             |
| Eberhard Schymik              | Deutschland Bundesrepublik    | 08.07.1934                    | 0                             | 0                             | 0                             |
| Richard Weber                 | Deutschland Bundesrepublik    | 27.06.1938                    | 4                             | 0                             | 0                             |
| Hans Weilbächer               | Deutschland Bundesrepublik    | 23.10.1933                    | 0                             | 0                             | 0                             |
| Josef Weilbächer              | Deutschland Bundesrepublik    | 29.12.1944                    | 20                            | 0                             | 0                             |
| Mittelfeld                    |                               |                               |                               |                               |                               |
| Jürgen Friedrich              | Deutschland Bundesrepublik    | 11.11.1943                    | 2                             | 0                             | 0                             |
| Alfred Horn                   | Deutschland Bundesrepublik    | 07.09.1936                    | 20                            | 3                             | 0                             |
| Wilhelm Huberts               | Osterreich                    | 22.02.1938                    | 29                            | 19                            | 0                             |
| Dieter Lindner                | Deutschland Bundesrepublik    | 11.06.1939                    | 29                            | 2                             | 0                             |
| Dieter Stinka                 | Deutschland Bundesrepublik    | 10.08.1937                    | 14                            | 0                             | 0                             |
| Horst Trimhold                | Deutschland Bundesrepublik    | 04.02.1941                    | 24                            | 6                             | 0                             |
| Sturm                         |                               |                               |                               |                               |                               |
| Helmut Kraus                  | Deutschland Bundesrepublik    | 16.11.1938                    | 15                            | 4                             | 0                             |
| Richard Kreß                  | Deutschland Bundesrepublik    | 06.03.1925                    | 17                            | 2                             | 0                             |
| Lothar Schämer                | Deutschland Bundesrepublik    | 28.04.1940                    | 14                            | 5                             | 0                             |
| Wolfgang Solz                 | Deutschland Bundesrepublik    | 12.02.1940                    | 27                            | 14                            | 0                             |
| Erwin Stein                   | Deutschland Bundesrepublik    | 10.06.1935                    | 19                            | 9                             | 0                             |

### Borussia Dortmund
| Kader von Borussia Dortmund | Kader von Borussia Dortmund | Kader von Borussia Dortmund | Kader von Borussia Dortmund | Kader von Borussia Dortmund | Kader von Borussia Dortmund |
| Name                        | Nationalität                | Geboren                     | Spiele                      | Tore                        | Platzverweise               |
| Tor                         | Tor                         | Tor                         | Tor                         | Tor                         | Tor                         |
| --------------------------- | --------------------------- | --------------------------- | --------------------------- | --------------------------- | --------------------------- |
| Heinrich Kwiatkowski        | Deutschland Bundesrepublik  | 16.07.1926                  | 3                           | 0                           | 0                           |
| Hans Tilkowski              | Deutschland Bundesrepublik  | 12.07.1935                  | 21                          | 0                           | 0                           |
| Bernhard Wessel             | Deutschland Bundesrepublik  | 20.08.1936                  | 6                           | 0                           | 0                           |
| Verteidigung                |                             |                             |                             |                             |                             |
| Wilhelm Burgsmüller         | Deutschland Bundesrepublik  | 18.01.1932                  | 19                          | 0                           | 0                           |
| Lothar Geisler              | Deutschland Bundesrepublik  | 08.12.1936                  | 27                          | 0                           | 0                           |
| Wolfgang Paul               | Deutschland Bundesrepublik  | 25.01.1940                  | 13                          | 0                           | 0                           |
| Manfred Pfeiffer            | Deutschland Bundesrepublik  | 09.02.1942                  | 1                           | 0                           | 0                           |
| Theodor Redder              | Deutschland Bundesrepublik  | 19.11.1941                  | 26                          | 2                           | 0                           |
| Mittelfeld                  |                             |                             |                             |                             |                             |
| Helmut Bracht               | Deutschland Bundesrepublik  | 11.09.1929                  | 11                          | 0                           | 0                           |
| Dieter Kurrat               | Deutschland Bundesrepublik  | 15.05.1942                  | 24                          | 0                           | 0                           |
| Aki Schmidt                 | Deutschland Bundesrepublik  | 05.09.1935                  | 26                          | 5                           | 0                           |
| Wilhelm Sturm               | Deutschland Bundesrepublik  | 08.02.1940                  | 29                          | 4                           | 0                           |
| Sturm                       |                             |                             |                             |                             |                             |
| Franz Brungs                | Deutschland Bundesrepublik  | 04.12.1936                  | 25                          | 9                           | 0                           |
| Gerhard Cyliax              | Deutschland Bundesrepublik  | 23.08.1934                  | 11                          | 3                           | 0                           |
| Lothar Emmerich             | Deutschland Bundesrepublik  | 29.11.1941                  | 29                          | 16                          | 0                           |
| Friedhelm Konietzka         | Deutschland Bundesrepublik  | 02.08.1938                  | 25                          | 20                          | 0                           |
| Hans-Jürgen Kurrat          | Deutschland Bundesrepublik  | 07.07.1944                  | 1                           | 1                           | 0                           |
| Burghard Rylewicz           | Deutschland Bundesrepublik  | 18.07.1936                  | 11                          | 5                           | 0                           |
| Reinhold Wosab              | Deutschland Bundesrepublik  | 25.02.1938                  | 22                          | 5                           | 0                           |

### VfB Stuttgart
| Kader des VfB Stuttgart | Kader des VfB Stuttgart    | Kader des VfB Stuttgart | Kader des VfB Stuttgart | Kader des VfB Stuttgart | Kader des VfB Stuttgart |
| Name                    | Nationalität               | Geboren                 | Spiele                  | Tore                    | Platzverweise           |
| Tor                     | Tor                        | Tor                     | Tor                     | Tor                     | Tor                     |
| ----------------------- | -------------------------- | ----------------------- | ----------------------- | ----------------------- | ----------------------- |
| Lorenz Fischer          | Deutschland Bundesrepublik | 02.11.1934              | 1                       | 0                       | 0                       |
| Günter Sawitzki         | Deutschland Bundesrepublik | 22.11.1932              | 29                      | 0                       | 0                       |
| Verteidigung            |                            |                         |                         |                         |                         |
| Hans Eisele             | Deutschland Bundesrepublik | 07.08.1940              | 22                      | 2                       | 0                       |
| Gerd Menne              | Deutschland Bundesrepublik | 14.12.1939              | 2                       | 0                       | 0                       |
| Günter Seibold          | Deutschland Bundesrepublik | 11.12.1936              | 27                      | 0                       | 0                       |
| Klaus-Dieter Sieloff    | Deutschland Bundesrepublik | 27.02.1942              | 22                      | 1                       | 0                       |
| Werner Walter           | Deutschland Bundesrepublik | 19.03.1939              | 15                      | 0                       | 0                       |
| Mittelfeld              |                            |                         |                         |                         |                         |
| Hans Arnold             | Deutschland Bundesrepublik | 08.10.1941              | 26                      | 3                       | 0                       |
| Siegfried Böhringer     | Deutschland Bundesrepublik | 26.10.1940              | 1                       | 0                       | 0                       |
| Rudi Entenmann          | Deutschland Bundesrepublik | 19.05.1940              | 28                      | 0                       | 0                       |
| Theodor Hoffmann        | Deutschland Bundesrepublik | 05.07.1940              | 28                      | 5                       | 0                       |
| Eberhard Pfisterer      | Deutschland Bundesrepublik | 05.01.1938              | 29                      | 0                       | 0                       |
| Gerhard Wanner          | Deutschland Bundesrepublik | 27.03.1939              | 16                      | 3                       | 0                       |
| Sturm                   |                            |                         |                         |                         |                         |
| Rolf Geiger             | Deutschland Bundesrepublik | 16.10.1934              | 27                      | 9                       | 0                       |
| Dieter Höller           | Deutschland Bundesrepublik | 03.09.1938              | 28                      | 15                      | 0                       |
| Manfred Reiner          | Deutschland Bundesrepublik | 16.09.1937              | 7                       | 0                       | 0                       |
| Erwin Waldner           | Deutschland Bundesrepublik | 24.01.1933              | 20                      | 5                       | 0                       |
| Friedrich Zipperer      | Deutschland Bundesrepublik | 23.06.1939              | 2                       | 2                       | 0                       |

### Hamburger SV
| Kader des Hamburger SV | Kader des Hamburger SV     | Kader des Hamburger SV | Kader des Hamburger SV | Kader des Hamburger SV | Kader des Hamburger SV |
| Name                   | Nationalität               | Geboren                | Spiele                 | Tore                   | Platzverweise          |
| Tor                    | Tor                        | Tor                    | Tor                    | Tor                    | Tor                    |
| ---------------------- | -------------------------- | ---------------------- | ---------------------- | ---------------------- | ---------------------- |
| Hans Krämer            | Deutschland Bundesrepublik | 07.07.1929             | 1                      | 0                      | 0                      |
| Horst Schnoor          | Deutschland Bundesrepublik | 11.04.1934             | 29                     | 0                      | 0                      |
| Verteidigung           |                            |                        |                        |                        |                        |
| Willi Giesemann        | Deutschland Bundesrepublik | 02.09.1937             | 30                     | 6                      | 0                      |
| Lothar Kröpelin        | Deutschland Bundesrepublik | 06.08.1937             | 7                      | 0                      | 0                      |
| Gerhard Krug           | Deutschland Bundesrepublik | 05.08.1936             | 26                     | 0                      | 0                      |
| Jürgen Kurbjuhn        | Deutschland Bundesrepublik | 26.07.1940             | 29                     | 0                      | 0                      |
| Jochen Meinke          | Deutschland Bundesrepublik | 23.10.1930             | 0                      | 0                      | 0                      |
| Erwin Piechowiak       | Deutschland Bundesrepublik | 15.11.1936             | 12                     | 1                      | 0                      |
| Helmut Sandmann        | Deutschland Bundesrepublik | 21.12.1944             | 0                      | 0                      | 0                      |
| Hubert Stapelfeldt     | Deutschland Bundesrepublik | 19.04.1941             | 14                     | 0                      | 0                      |
| Mittelfeld             |                            |                        |                        |                        |                        |
| Harry Bähre            | Deutschland Bundesrepublik | 22.07.1941             | 22                     | 1                      | 0                      |
| Horst Dehn             | Deutschland Bundesrepublik | 20.08.1937             | 11                     | 3                      | 0                      |
| Ernst Kreuz            | Deutschland Bundesrepublik | 29.09.1940             | 25                     | 5                      | 0                      |
| Dieter Seeler          | Deutschland Bundesrepublik | 15.12.1931             | 22                     | 2                      | 0                      |
| Claus Vogler           | Deutschland Bundesrepublik | 25.01.1943             | 4                      | 1                      | 0                      |
| Peter Wulf             | Deutschland Bundesrepublik | 13.03.1938             | 8                      | 1                      | 0                      |
| Sturm                  |                            |                        |                        |                        |                        |
| Fritz Boyens           | Deutschland Bundesrepublik | 12.10.1942             | 23                     | 3                      | 0                      |
| Bernd Dörfel           | Deutschland Bundesrepublik | 18.12.1944             | 5                      | 1                      | 0                      |
| Charly Dörfel          | Deutschland Bundesrepublik | 18.09.1939             | 27                     | 15                     | 0                      |
| Uwe Reuter             | Deutschland Bundesrepublik | 27.11.1934             | 3                      | 0                      | 0                      |
| Uwe Seeler             | Deutschland Bundesrepublik | 05.11.1936             | 30                     | 30                     | 0                      |
| Peter Woldmann         | Deutschland Bundesrepublik | 02.03.1943             | 2                      | 0                      | 0                      |

### TSV 1860 München
| Kader des TSV 1860 München | Kader des TSV 1860 München                     | Kader des TSV 1860 München | Kader des TSV 1860 München | Kader des TSV 1860 München | Kader des TSV 1860 München |
| Name                       | Nationalität                                   | Geboren                    | Spiele                     | Tore                       | Platzverweise              |
| Tor                        | Tor                                            | Tor                        | Tor                        | Tor                        | Tor                        |
| -------------------------- | ---------------------------------------------- | -------------------------- | -------------------------- | -------------------------- | -------------------------- |
| Fritz Herrnleben           | Deutschland Bundesrepublik                     | 02.04.1941                 | 0                          | 0                          | 0                          |
| Petar Radenković           | Jugoslawien Sozialistische Föderative Republik | 01.10.1934                 | 30                         | 0                          | 0                          |
| Verteidigung               |                                                |                            |                            |                            |                            |
| Hans Humpa                 | Deutschland Bundesrepublik                     | 17.04.1939                 | 7                          | 0                          | 0                          |
| Hans Reich                 | Deutschland Bundesrepublik                     | 10.07.1942                 | 7                          | 0                          | 0                          |
| Rudolf Steiner             | Deutschland Bundesrepublik                     | 07.04.1937                 | 30                         | 0                          | 0                          |
| Alfons Stemmer             | Deutschland Bundesrepublik                     | 19.10.1933                 | 17                         | 2                          | 0                          |
| Manfred Wagner             | Deutschland Bundesrepublik                     | 31.08.1938                 | 30                         | 0                          | 0                          |
| Mittelfeld                 |                                                |                            |                            |                            |                            |
| Peter Grosser              | Deutschland Bundesrepublik                     | 28.09.1938                 | 18                         | 5                          | 0                          |
| Wilfried Kohlars           | Deutschland Bundesrepublik                     | 28.10.1939                 | 24                         | 11                         | 0                          |
| Hans Küppers               | Deutschland Bundesrepublik                     | 24.12.1938                 | 21                         | 7                          | 0                          |
| Otto Luttrop               | Deutschland Bundesrepublik                     | 01.03.1939                 | 30                         | 5                          | 0                          |
| Günther Rahm               | Deutschland Bundesrepublik                     | 02.10.1934                 | 1                          | 0                          | 0                          |
| Rudolf Zeiser              | Deutschland Bundesrepublik                     | 31.03.1936                 | 24                         | 0                          | 0                          |
| Sturm                      |                                                |                            |                            |                            |                            |
| Werner Anzill              | Deutschland Bundesrepublik                     | 19.04.1940                 | 2                          | 0                          | 0                          |
| Johann Auernhammer         | Deutschland Bundesrepublik                     | 09.10.1933                 | 8                          | 2                          | 0                          |
| Rudolf Brunnenmeier        | Deutschland Bundesrepublik                     | 11.02.1941                 | 29                         | 19                         | 0                          |
| Alfred Heiß                | Deutschland Bundesrepublik                     | 05.12.1940                 | 27                         | 6                          | 0                          |
| Engelbert Kraus            | Deutschland Bundesrepublik                     | 30.07.1934                 | 17                         | 8                          | 1                          |
| Hans Rebele                | Deutschland Bundesrepublik                     | 26.01.1943                 | 7                          | 1                          | 0                          |
| Rolf Thommes               | Deutschland Bundesrepublik                     | 21.02.1944                 | 1                          | 0                          | 0                          |

### FC Schalke 04
| Kader des FC Schalke 04 | Kader des FC Schalke 04    | Kader des FC Schalke 04 | Kader des FC Schalke 04 | Kader des FC Schalke 04 | Kader des FC Schalke 04 |
| Name                    | Nationalität               | Geboren                 | Spiele                  | Tore                    | Platzverweise           |
| Tor                     | Tor                        | Tor                     | Tor                     | Tor                     | Tor                     |
| ----------------------- | -------------------------- | ----------------------- | ----------------------- | ----------------------- | ----------------------- |
| Josef Broden            | Deutschland Bundesrepublik | 02.04.1927              | 4                       | 0                       | 0                       |
| Horst Mühlmann          | Deutschland Bundesrepublik | 02.01.1940              | 26                      | 0                       | 0                       |
| Verteidigung            |                            |                         |                         |                         |                         |
| Hans-Jürgen Becher      | Deutschland Bundesrepublik | 21.09.1941              | 29                      | 0                       | 0                       |
| Egon Horst              | Deutschland Bundesrepublik | 25.11.1938              | 29                      | 0                       | 0                       |
| Hans-Georg Lambert      | Deutschland Bundesrepublik | 07.10.1939              | 1                       | 0                       | 0                       |
| Hans Nowak              | Deutschland Bundesrepublik | 09.08.1937              | 22                      | 0                       | 0                       |
| Friedel Rausch          | Deutschland Bundesrepublik | 27.02.1940              | 10                      | 1                       | 0                       |
| Willi Schulz            | Deutschland Bundesrepublik | 04.10.1938              | 25                      | 0                       | 0                       |
| Mittelfeld              |                            |                         |                         |                         |                         |
| Manfred Berz            | Deutschland Bundesrepublik | 13.04.1938              | 24                      | 8                       | 0                       |
| Günter Herrmann         | Deutschland Bundesrepublik | 11.09.1939              | 16                      | 4                       | 0                       |
| Günter Karnhof          | Deutschland Bundesrepublik | 21.10.1931              | 10                      | 1                       | 1                       |
| Uwe Kleina              | Deutschland Bundesrepublik | 11.10.1944              | 15                      | 0                       | 0                       |
| Manfred Kreuz           | Deutschland Bundesrepublik | 07.03.1936              | 5                       | 0                       | 0                       |
| Sturm                   |                            |                         |                         |                         |                         |
| Karl-Heinz Bechmann     | Deutschland Bundesrepublik | 07.02.1944              | 10                      | 0                       | 0                       |
| Waldemar Gerhardt       | Deutschland Bundesrepublik | 06.01.1939              | 30                      | 9                       | 0                       |
| Harald Klose            | Deutschland Bundesrepublik | 12.03.1945              | 2                       | 0                       | 0                       |
| Willi Koslowski         | Deutschland Bundesrepublik | 17.02.1937              | 23                      | 5                       | 0                       |
| Reinhard Libuda         | Deutschland Bundesrepublik | 10.10.1943              | 27                      | 4                       | 0                       |
| Klaus Matischak         | Deutschland Bundesrepublik | 24.10.1938              | 22                      | 18                      | 0                       |

### 1. FC Nürnberg
| Kader des 1. FC Nürnberg | Kader des 1. FC Nürnberg   | Kader des 1. FC Nürnberg | Kader des 1. FC Nürnberg | Kader des 1. FC Nürnberg | Kader des 1. FC Nürnberg |
| Name                     | Nationalität               | Geboren                  | Spiele                   | Tore                     | Platzverweise            |
| Tor                      | Tor                        | Tor                      | Tor                      | Tor                      | Tor                      |
| ------------------------ | -------------------------- | ------------------------ | ------------------------ | ------------------------ | ------------------------ |
| Gerhard Strick           | Deutschland Bundesrepublik | 10.01.1937               | 2                        | 0                        | 0                        |
| Roland Wabra             | Deutschland Bundesrepublik | 25.11.1935               | 28                       | 0                        | 0                        |
| Verteidigung             |                            |                          |                          |                          |                          |
| Jürgen Billmann          | Deutschland Bundesrepublik | 21.12.1942               | 8                        | 1                        | 0                        |
| Paul Derbfuß             | Deutschland Bundesrepublik | 08.10.1937               | 15                       | 0                        | 0                        |
| Karl-Heinz Ferschl       | Deutschland Bundesrepublik | 07.07.1944               | 18                       | 0                        | 0                        |
| Helmut Hilpert           | Deutschland Bundesrepublik | 20.09.1937               | 8                        | 0                        | 0                        |
| Heinz Kreißel            | Deutschland Bundesrepublik | 18.12.1934               | 1                        | 0                        | 0                        |
| Horst Leupold            | Deutschland Bundesrepublik | 30.01.1942               | 23                       | 0                        | 0                        |
| Fritz Popp               | Deutschland Bundesrepublik | 20.11.1940               | 21                       | 0                        | 0                        |
| Ferdinand Wenauer        | Deutschland Bundesrepublik | 26.04.1939               | 18                       | 0                        | 0                        |
| Mittelfeld               |                            |                          |                          |                          |                          |
| Reinhold Gettinger       | Deutschland Bundesrepublik | 04.10.1935               | 11                       | 0                        | 0                        |
| Hermann Marchl           | Deutschland Bundesrepublik | 15.01.1942               | 0                        | 0                        | 0                        |
| Max Morlock              | Deutschland Bundesrepublik | 11.05.1925               | 21                       | 8                        | 0                        |
| Heinrich Müller          | Deutschland Bundesrepublik | 18.02.1934               | 27                       | 6                        | 0                        |
| Stefan Reisch            | Deutschland Bundesrepublik | 29.11.1941               | 27                       | 1                        | 0                        |
| Sturm                    |                            |                          |                          |                          |                          |
| Richard Albrecht         | Deutschland Bundesrepublik | 26.05.1936               | 24                       | 3                        | 0                        |
| Kurt Dachlauer           | Deutschland Bundesrepublik | 29.08.1940               | 9                        | 2                        | 0                        |
| Gustav Flachenecker      | Deutschland Bundesrepublik | 28.10.1940               | 6                        | 2                        | 0                        |
| Walter Fladerer          | Deutschland Bundesrepublik | 21.02.1940               | 1                        | 6                        | 0                        |
| Peter von Kummant        | Deutschland Bundesrepublik | 22.05.1943               | 4                        | 0                        | 0                        |
| Karl Schmidt             | Deutschland Bundesrepublik | 17.02.1935               | 8                        | 0                        | 0                        |
| Heinz Strehl             | Deutschland Bundesrepublik | 20.07.1938               | 30                       | 16                       | 0                        |
| Tasso Wild               | Deutschland Bundesrepublik | 01.12.1940               | 19                       | 6                        | 0                        |
| Josef Zenger             | Deutschland Bundesrepublik | 17.11.1935               | 1                        | 0                        | 0                        |

### Werder Bremen
| Kader von Werder Bremen | Kader von Werder Bremen                        | Kader von Werder Bremen | Kader von Werder Bremen | Kader von Werder Bremen | Kader von Werder Bremen |
| Name                    | Nationalität                                   | Geboren                 | Spiele                  | Tore                    | Platzverweise           |
| Tor                     | Tor                                            | Tor                     | Tor                     | Tor                     | Tor                     |
| ----------------------- | ---------------------------------------------- | ----------------------- | ----------------------- | ----------------------- | ----------------------- |
| Günter Bernard          | Deutschland Bundesrepublik                     | 04.11.1939              | 15                      | 0                       | 0                       |
| Dragomir Ilic           | Jugoslawien Sozialistische Föderative Republik | 16.08.1925              | 4                       | 0                       | 0                       |
| Klaus Lambertz          | Deutschland Bundesrepublik                     | 11.05.1940              | 11                      | 0                       | 0                       |
| Verteidigung            |                                                |                         |                         |                         |                         |
| Wolfgang Bordel         | Deutschland Bundesrepublik                     | 27.12.1939              | 9                       | 0                       | 0                       |
| Horst Dudjahn           | Deutschland Bundesrepublik                     | 06.05.1939              | 0                       | 0                       | 0                       |
| Helmut Jagielski        | Deutschland Bundesrepublik                     | 13.03.1934              | 23                      | 0                       | 0                       |
| Walter Nachtwey         | Deutschland Bundesrepublik                     | 18.05.1934              | 6                       | 0                       | 0                       |
| Josef Piontek           | Deutschland Bundesrepublik                     | 05.03.1940              | 30                      | 0                       | 0                       |
| Helmut Schimeczek       | Deutschland Bundesrepublik                     | 04.07.1938              | 20                      | 1                       | 0                       |
| Wolfgang Schwierzke     | Deutschland Bundesrepublik                     | 08.03.1937              | 3                       | 0                       | 0                       |
| Mittelfeld              |                                                |                         |                         |                         |                         |
| Diethelm Ferner         | Deutschland Bundesrepublik                     | 13.07.1941              | 24                      | 3                       | 0                       |
| Klaus Hänel             | Deutschland Bundesrepublik                     | 23.02.1936              | 17                      | 4                       | 0                       |
| Max Lorenz              | Deutschland Bundesrepublik                     | 19.08.1939              | 30                      | 0                       | 0                       |
| Arnold Schütz           | Deutschland Bundesrepublik                     | 19.01.1935              | 30                      | 11                      | 0                       |
| Willi Soya              | Deutschland Bundesrepublik                     | 11.10.1935              | 25                      | 5                       | 0                       |
| Sturm                   |                                                |                         |                         |                         |                         |
| Erwin Jung              | Deutschland Bundesrepublik                     | 04.03.1941              | 5                       | 1                       | 0                       |
| Theo Klöckner           | Deutschland Bundesrepublik                     | 19.10.1934              | 14                      | 4                       | 0                       |
| Dieter Meyer            | Deutschland Bundesrepublik                     | 07.04.1940              | 15                      | 9                       | 0                       |
| Dieter Thun             | Deutschland Bundesrepublik                     | 04.06.1939              | 22                      | 6                       | 0                       |
| Gerhard Zebrowski       | Deutschland Bundesrepublik                     | 25.04.1940              | 27                      | 8                       | 0                       |

### Eintracht Braunschweig
| Kader von Eintracht Braunschweig | Kader von Eintracht Braunschweig | Kader von Eintracht Braunschweig | Kader von Eintracht Braunschweig | Kader von Eintracht Braunschweig | Kader von Eintracht Braunschweig |
| Name                             | Nationalität                     | Geboren                          | Spiele                           | Tore                             | Platzverweise                    |
| Tor                              | Tor                              | Tor                              | Tor                              | Tor                              | Tor                              |
| -------------------------------- | -------------------------------- | -------------------------------- | -------------------------------- | -------------------------------- | -------------------------------- |
| Hans Jäcker                      | Deutschland Bundesrepublik       | 20.11.1932                       | 29                               | 0                                | 0                                |
| Horst Wolter                     | Deutschland Bundesrepublik       | 08.06.1942                       | 1                                | 0                                | 0                                |
| Verteidigung                     |                                  |                                  |                                  |                                  |                                  |
| Joachim Bäse                     | Deutschland Bundesrepublik       | 02.09.1939                       | 29                               | 0                                | 0                                |
| Wolfgang Brase                   | Deutschland Bundesrepublik       | 07.02.1939                       | 30                               | 1                                | 0                                |
| Günter Busse                     | Deutschland Bundesrepublik       | 24.04.1941                       | 0                                | 0                                | 0                                |
| Peter Kaack                      | Deutschland Bundesrepublik       | 28.04.1941                       | 27                               | 1                                | 0                                |
| Klaus Meyer                      | Deutschland Bundesrepublik       | 05.08.1937                       | 30                               | 1                                | 0                                |
| Wolfgang Wolfram                 | Deutschland Bundesrepublik       | 28.07.1939                       | 0                                | 0                                | 0                                |
| Mittelfeld                       |                                  |                                  |                                  |                                  |                                  |
| Helmut Hosung                    | Deutschland Bundesrepublik       | 01.04.1940                       | 23                               | 4                                | 0                                |
| Ernst Saalfrank                  | Deutschland Bundesrepublik       | 12.10.1939                       | 11                               | 0                                | 0                                |
| Walter Schmidt                   | Deutschland Bundesrepublik       | 02.08.1937                       | 30                               | 2                                | 0                                |
| Gerhard Schrader                 | Deutschland Bundesrepublik       | 01.01.1940                       | 13                               | 4                                | 0                                |
| Aykut Ünyazıcı                   | Turkei                           | 25.12.1936                       | 8                                | 0                                | 0                                |
| Manfred Wuttich                  | Deutschland Bundesrepublik       | 26.01.1941                       | 17                               | 8                                | 0                                |
| Sturm                            |                                  |                                  |                                  |                                  |                                  |
| Hans-Georg Dulz                  | Deutschland Bundesrepublik       | 31.10.1936                       | 23                               | 4                                | 0                                |
| Klaus Gerwien                    | Deutschland Bundesrepublik       | 11.09.1940                       | 15                               | 3                                | 0                                |
| Jürgen Moll                      | Deutschland Bundesrepublik       | 16.11.1939                       | 30                               | 8                                | 0                                |
| Dieter Paulsberg                 | Deutschland Bundesrepublik       | 16.11.1941                       | 1                                | 0                                | 0                                |
| Lothar Weschke                   | Deutschland Bundesrepublik       | 11.10.1943                       | 13                               | 0                                | 0                                |

### 1. FC Kaiserslautern
| Kader des 1. FC Kaiserslautern | Kader des 1. FC Kaiserslautern | Kader des 1. FC Kaiserslautern | Kader des 1. FC Kaiserslautern | Kader des 1. FC Kaiserslautern | Kader des 1. FC Kaiserslautern |
| Name                           | Nationalität                   | Geboren                        | Spiele                         | Tore                           | Platzverweise                  |
| Tor                            | Tor                            | Tor                            | Tor                            | Tor                            | Tor                            |
| ------------------------------ | ------------------------------ | ------------------------------ | ------------------------------ | ------------------------------ | ------------------------------ |
| Wolfgang Schnarr               | Deutschland Bundesrepublik     | 09.06.1941                     | 13                             | 0                              | 0                              |
| Horst-Dieter Strich            | Deutschland Bundesrepublik     | 08.04.1941                     | 17                             | 0                              | 0                              |
| Verteidigung                   |                                |                                |                                |                                |                                |
| Hermann Diehl                  | Deutschland Bundesrepublik     | 27.06.1936                     | 0                              | 0                              | 0                              |
| Roland Kiefaber                | Deutschland Bundesrepublik     | 19.09.1942                     | 22                             | 0                              | 0                              |
| Willi Kostrewa                 | Deutschland Bundesrepublik     | 14.01.1940                     | 17                             | 0                              | 0                              |
| Werner Mangold                 | Deutschland Bundesrepublik     | 19.09.1934                     | 27                             | 0                              | 0                              |
| Dieter Pulter                  | Deutschland Bundesrepublik     | 09.02.1939                     | 17                             | 0                              | 0                              |
| Gerd Schneider                 | Deutschland Bundesrepublik     | 18.12.1940                     | 28                             | 1                              | 0                              |
| Dieter Schönborn               | Deutschland Bundesrepublik     | 07.09.1939                     | 0                              | 0                              | 0                              |
| Mittelfeld                     |                                |                                |                                |                                |                                |
| Heinrich Bauer                 | Deutschland Bundesrepublik     | 11.06.1935                     | 6                              | 0                              | 0                              |
| Jürgen Neumann                 | Deutschland Bundesrepublik     | 06.12.1941                     | 29                             | 6                              | 0                              |
| Jacobus Prins                  | Niederlande                    | 05.06.1938                     | 23                             | 6                              | 1                              |
| Willy Reitgaßl                 | Deutschland Bundesrepublik     | 29.02.1936                     | 30                             | 9                              | 0                              |
| Wilhelm Wrenger                | Deutschland Bundesrepublik     | 15.04.1938                     | 12                             | 2                              | 0                              |
| Sturm                          |                                |                                |                                |                                |                                |
| Harald Braner                  | Deutschland Bundesrepublik     | 19.08.1943                     | 20                             | 0                              | 0                              |
| Manfred Feldmüller             | Deutschland Bundesrepublik     | 22.04.1940                     | 1                              | 0                              | 0                              |
| Walter Gawletta                | Deutschland Bundesrepublik     | 14.10.1935                     | 19                             | 3                              | 1                              |
| Erich Meier                    | Deutschland Bundesrepublik     | 30.03.1935                     | 20                             | 11                             | 0                              |
| Winfried Richter               | Deutschland Bundesrepublik     | 19.01.1941                     | 29                             | 8                              | 0                              |

### Karlsruher SC
| Kader des Karlsruher SC | Kader des Karlsruher SC    | Kader des Karlsruher SC | Kader des Karlsruher SC | Kader des Karlsruher SC | Kader des Karlsruher SC |
| Name                    | Nationalität               | Geboren                 | Spiele                  | Tore                    | Platzverweise           |
| Tor                     | Tor                        | Tor                     | Tor                     | Tor                     | Tor                     |
| ----------------------- | -------------------------- | ----------------------- | ----------------------- | ----------------------- | ----------------------- |
| Manfred Paul            | Deutschland Bundesrepublik | 13.02.1939              | 23                      | 0                       | 0                       |
| Erich Wolf              | Deutschland Bundesrepublik | 23.05.1940              | 7                       | 0                       | 0                       |
| Verteidigung            |                            |                         |                         |                         |                         |
| Gerhard Helm            | Deutschland Bundesrepublik | 30.06.1939              | 2                       | 0                       | 0                       |
| Horst Hotz              | Deutschland Bundesrepublik | 09.01.1941              | 0                       | 0                       | 0                       |
| Dieter Klaußner         | Deutschland Bundesrepublik | 01.06.1938              | 11                      | 0                       | 0                       |
| Peter Koßmann           | Deutschland Bundesrepublik | 19.08.1941              | 24                      | 0                       | 0                       |
| Dieter Meinzer          | Deutschland Bundesrepublik | 07.10.1942              | 0                       | 0                       | 0                       |
| Willi Rihm              | Deutschland Bundesrepublik | 18.08.1936              | 13                      | 0                       | 0                       |
| Horst Saida             | Deutschland Bundesrepublik | 29.10.1939              | 24                      | 2                       | 0                       |
| Gustav Witlatschil      | Deutschland Bundesrepublik | 09.12.1935              | 28                      | 4                       | 0                       |
| Mittelfeld              |                            |                         |                         |                         |                         |
| Willi Dürrschnabel      | Deutschland Bundesrepublik | 07.02.1945              | 2                       | 0                       | 0                       |
| Rolf Kahn               | Deutschland Bundesrepublik | 09.12.1943              | 10                      | 1                       | 0                       |
| Josef Marx              | Deutschland Bundesrepublik | 20.11.1934              | 30                      | 1                       | 0                       |
| Heinz Ruppenstein       | Deutschland Bundesrepublik | 02.07.1930              | 6                       | 0                       | 0                       |
| Siegfried Stark         | Deutschland Bundesrepublik | 17.02.1940              | 21                      | 6                       | 0                       |
| Reinhold Wischnowsky    | Deutschland Bundesrepublik | 10.10.1938              | 19                      | 0                       | 0                       |
| Sturm                   |                            |                         |                         |                         |                         |
| Otto Geisert            | Deutschland Bundesrepublik | 18.11.1939              | 21                      | 7                       | 0                       |
| Gerhard Kentschke       | Deutschland Bundesrepublik | 18.09.1942              | 23                      | 6                       | 0                       |
| Hartmann Madl           | Deutschland Bundesrepublik | 16.11.1939              | 14                      | 3                       | 0                       |
| Erwin Metzger           | Deutschland Bundesrepublik | 27.07.1939              | 18                      | 4                       | 0                       |
| Ernst Röhrig            | Deutschland Bundesrepublik | 28.10.1940              | 0                       | 0                       | 0                       |
| Joachim Thimm           | Deutschland Bundesrepublik | 30.10.1939              | 6                       | 3                       | 0                       |
| Horst Wild              | Deutschland Bundesrepublik | 04.10.1943              | 22                      | 5                       | 0                       |
| Klaus Zaczyk            | Deutschland Bundesrepublik | 25.05.1945              | 6                       | 0                       | 0                       |

### Hertha BSC
| Kader von Hertha BSC    | Kader von Hertha BSC       | Kader von Hertha BSC | Kader von Hertha BSC | Kader von Hertha BSC | Kader von Hertha BSC |
| Name                    | Nationalität               | Geboren              | Spiele               | Tore                 | Platzverweise        |
| Tor                     | Tor                        | Tor                  | Tor                  | Tor                  | Tor                  |
| ----------------------- | -------------------------- | -------------------- | -------------------- | -------------------- | -------------------- |
| Hans-Jürgen Krumnow     | Deutschland Bundesrepublik | 17.02.1943           | 6                    | 0                    | 0                    |
| Wolfgang Tillich        | Deutschland Bundesrepublik | 25.11.1939           | 24                   | 0                    | 0                    |
| Verteidigung            |                            |                      |                      |                      |                      |
| Hans Eder               | Deutschland Bundesrepublik | 14.11.1934           | 26                   | 0                    | 0                    |
| Lothar Groß             | Deutschland Bundesrepublik | 10.02.1940           | 23                   | 1                    | 0                    |
| Klaus Heuer             | Deutschland Bundesrepublik | 14.09.1935           | 8                    | 0                    | 0                    |
| Lothar Philipp          | Deutschland Bundesrepublik | 26.02.1937           | 0                    | 0                    | 0                    |
| Otto Rehhagel           | Deutschland Bundesrepublik | 09.08.1938           | 23                   | 0                    | 1                    |
| Hans-Günter Schimmöller | Deutschland Bundesrepublik | 25.09.1935           | 30                   | 1                    | 0                    |
| Günter Schüler          | Deutschland Bundesrepublik | 10.02.1934           | 1                    | 0                    | 0                    |
| Karl-Heinz Wiegel       | Deutschland Bundesrepublik | 28.03.1938           | 0                    | 0                    | 0                    |
| Mittelfeld              |                            |                      |                      |                      |                      |
| Hans-Joachim Altendorff | Deutschland Bundesrepublik | 22.12.1940           | 28                   | 5                    | 0                    |
| Helmut Faeder           | Deutschland Bundesrepublik | 03.07.1935           | 27                   | 9                    | 0                    |
| Uwe Klimaschefski       | Deutschland Bundesrepublik | 11.12.1938           | 28                   | 4                    | 0                    |
| Peter Schlesinger       | Deutschland Bundesrepublik | 08.10.1937           | 10                   | 0                    | 0                    |
| Sturm                   |                            |                      |                      |                      |                      |
| Harald Beyer            | Deutschland Bundesrepublik | 21.09.1939           | 24                   | 5                    | 0                    |
| Eberhard Borchert       | Deutschland Bundesrepublik | 22.05.1941           | 7                    | 3                    | 0                    |
| Carl-Heinz Rühl         | Deutschland Bundesrepublik | 14.11.1939           | 28                   | 6                    | 0                    |
| Klaus Scheinig          | Deutschland Bundesrepublik | 15.09.1941           | 0                    | 0                    | 0                    |
| Lutz Steinert           | Deutschland Bundesrepublik | 18.03.1939           | 27                   | 6                    | 0                    |
| Horst Waclawiak         | Deutschland Bundesrepublik | 01.01.1938           | 10                   | 4                    | 0                    |

### Preußen Münster
| Kader von Preußen Münster | Kader von Preußen Münster  | Kader von Preußen Münster | Kader von Preußen Münster | Kader von Preußen Münster | Kader von Preußen Münster |
| Name                      | Nationalität               | Geboren                   | Spiele                    | Tore                      | Platzverweise             |
| Tor                       | Tor                        | Tor                       | Tor                       | Tor                       | Tor                       |
| ------------------------- | -------------------------- | ------------------------- | ------------------------- | ------------------------- | ------------------------- |
| Herbert Eiteljörge        | Deutschland Bundesrepublik | 27.11.1934                | 26                        | 0                         | 0                         |
| Dieter Feller             | Deutschland Bundesrepublik | 01.12.1942                | 4                         | 0                         | 0                         |
| Herbert Prott             | Deutschland Bundesrepublik | 03.12.1932                | 0                         | 0                         | 0                         |
| Verteidigung              |                            |                           |                           |                           |                           |
| Klaus Bockisch            | Deutschland Bundesrepublik | 05.12.1938                | 30                        | 3                         | 0                         |
| Heribert Kania            | Deutschland Bundesrepublik | 02.03.1932                | 16                        | 0                         | 0                         |
| Helmut Menzel             | Deutschland Bundesrepublik | 26.06.1935                | 16                        | 0                         | 0                         |
| Helmut Tybussek           | Deutschland Bundesrepublik | 10.04.1936                | 14                        | 1                         | 0                         |
| Heinz-Rüdiger Voß         | Deutschland Bundesrepublik | 28.10.1942                | 28                        | 0                         | 0                         |
| Mittelfeld                |                            |                           |                           |                           |                           |
| Karl-Heinz Bente          | Deutschland Bundesrepublik | 13.09.1941                | 21                        | 0                         | 0                         |
| Falk Dörr                 | Deutschland Bundesrepublik | 24.06.1941                | 7                         | 1                         | 0                         |
| Dagmar Drewes             | Deutschland Bundesrepublik | 09.12.1937                | 30                        | 0                         | 0                         |
| Werner Lungwitz           | Deutschland Bundesrepublik | 09.04.1942                | 29                        | 3                         | 0                         |
| Manfred Pohlschmidt       | Deutschland Bundesrepublik | 27.08.1940                | 25                        | 6                         | 0                         |
| Rudolf Schulz             | Deutschland Bundesrepublik | 08.09.1926                | 0                         | 0                         | 0                         |
| Sturm                     |                            |                           |                           |                           |                           |
| Walter Bensmann           | Deutschland Bundesrepublik | 16.05.1938                | 4                         | 0                         | 0                         |
| Winfried Geerken          | Deutschland Bundesrepublik | 27.01.1938                | 0                         | 0                         | 0                         |
| Karl-Heinz Kiß            | Deutschland Bundesrepublik | 28.06.1941                | 24                        | 3                         | 0                         |
| Hermann Lulka             | Deutschland Bundesrepublik | 04.08.1935                | 28                        | 9                         | 0                         |
| Bernhard Pohlschmidt      | Deutschland Bundesrepublik | 03.07.1935                | 1                         | 0                         | 0                         |
| Manfred Rummel            | Deutschland Bundesrepublik | 22.07.1938                | 27                        | 7                         | 0                         |

### 1. FC Saarbrücken
| Kader des 1. FC Saarbrücken | Kader des 1. FC Saarbrücken | Kader des 1. FC Saarbrücken | Kader des 1. FC Saarbrücken | Kader des 1. FC Saarbrücken | Kader des 1. FC Saarbrücken |
| Name                        | Nationalität                | Geboren                     | Spiele                      | Tore                        | Platzverweise               |
| Tor                         | Tor                         | Tor                         | Tor                         | Tor                         | Tor                         |
| --------------------------- | --------------------------- | --------------------------- | --------------------------- | --------------------------- | --------------------------- |
| Volker Danner               | Deutschland Bundesrepublik  | 21.08.1942                  | 25                          | 0                           | 0                           |
| Dieter Haßdenteufel         | Deutschland Bundesrepublik  | 13.10.1941                  | 5                           | 0                           | 0                           |
| Verteidigung                |                             |                             |                             |                             |                             |
| Hans-Günter Grund           | Deutschland Bundesrepublik  | 11.10.1941                  | 1                           | 0                           | 0                           |
| Werner Hesse                | Deutschland Bundesrepublik  | 12.02.1934                  | 27                          | 2                           | 1                           |
| Albert Port                 | Deutschland Bundesrepublik  | 24.05.1942                  | 13                          | 0                           | 0                           |
| Horst Remark                | Deutschland Bundesrepublik  | 01.06.1936                  | 13                          | 0                           | 0                           |
| Erich Rohe                  | Deutschland Bundesrepublik  | 24.08.1937                  | 25                          | 0                           | 0                           |
| Heinz Steinmann             | Deutschland Bundesrepublik  | 01.02.1938                  | 30                          | 1                           | 0                           |
| Mittelfeld                  |                             |                             |                             |                             |                             |
| Hans-Dieter Diehl           | Deutschland Bundesrepublik  | 23.08.1941                  | 21                          | 0                           | 0                           |
| Manfred Klein               | Deutschland Bundesrepublik  | 08.12.1935                  | 19                          | 0                           | 0                           |
| Karl Meng                   | Deutschland Bundesrepublik  | 06.08.1938                  | 14                          | 3                           | 0                           |
| Friedel Reuther             | Deutschland Bundesrepublik  | 04.02.1942                  | 10                          | 2                           | 0                           |
| Werner Rinass               | Deutschland Bundesrepublik  | 13.01.1939                  | 26                          | 4                           | 0                           |
| Sturm                       |                             |                             |                             |                             |                             |
| Werner Hölzenbein           | Deutschland Bundesrepublik  | 04.02.1939                  | 5                           | 1                           | 0                           |
| Dieter Krafczyk             | Deutschland Bundesrepublik  | 23.09.1941                  | 28                          | 14                          | 0                           |
| Erich Maas                  | Deutschland Bundesrepublik  | 24.12.1940                  | 21                          | 1                           | 0                           |
| Rainer Schönwälder          | Deutschland Bundesrepublik  | 29.02.1940                  | 24                          | 11                          | 0                           |
| Heinz Vollmar               | Deutschland Bundesrepublik  | 26.04.1936                  | 23                          | 3                           | 0                           |